# Hans Alwin Beeck
Hans Alwin Beeck ist das Pseudonym des deutschen Komponisten und Musikpädagogen Edwin Theune (* 1929; † 13. Oktober 2015). Unter diesem Namen veröffentlichte Theune über 250 Kompositionen, vorwiegend für Viola (Bratsche) und Viola-Ensembles. Die Identität hinter dem Pseudonym wurde erst nach seinem Tod vollständig bekannt. Der künstlerische Nachlass wurde 2010 von der Staatsbibliothek zu Berlin erworben. 2002 urteilte ein Rezensent über ein Duo für Klarinette und Fagott, das „hoch professionell gemachte Stück“ sei „höchst raffiniert und gekonnt“.

## Leben
Hans Alwin Beeck war der Künstlername von Edwin Theune. Als angeblicher Herausgeber von Beeck-Notenveröffentlichungen schrieb Theune ihm eine Biografie zu, die sich – soweit bekannt – mit seiner eigenen deckt. Laut Theunes Beeck-Vita wurde der Komponist 1929 in Berlin geboren und absolvierte ein Musikstudium in Freiburg und Hamburg bei Harald Genzmer und Ernst Gernot Klussmann. Von Beruf sei er Musikerzieher an Gymnasien und Musikschulen gewesen.
Edwin Theune war mit Irmingard Theune († April 2023) verheiratet, der Tochter des Künstlers Ernst von Domarus (1900–1977). Das Ehepaar lebte in Altwittenbek im Kreis Rendsburg-Eckernförde.
Theune wirkte von 1960 bis 1992 als Musiklehrer und Chorleiter an der Jungmannschule in Eckernförde, wo er ambitionierte Musikprojekte realisierte. Ein besonderer Höhepunkt war 1973 die Aufführung der Psalmensinfonie von Igor Strawinsky mit seinem Schulchor und den Hamburger Symphonikern in der Eckernförder Stadthalle. Zu weiteren anspruchsvollen Werken, die er mit Schülerinnen und Schülern einstudierte, gehörten die Schuloper Der Jasager von Bertolt Brecht und Kurt Weill, die Carmina burana von Carl Orff sowie Mozarts Thamos, König in Ägypten.
In seinem Musikunterricht legte Theune besonderen Wert auf systematische Arbeit. Er erwartete, dass seine Schülerinnen und Schüler bereits am Ende der 7. Klasse einen "selbstverständlichen Umgang mit Notenbild, Tonvorstellung und allgemeiner Musiklehre" erreicht haben mussten. Das Umsetzen eines Notenbildes in selbstgesungene Töne (Vorsingen) und das Niederschreiben gehörter Tonfolgen im Notendiktat wurden regelmäßig trainiert.
Neben dem regulären Musikunterricht veranstaltete er regelmäßig Konzerte mit dem Titel "Jungmannschüler musizieren", in denen Schülerinnen und Schüler ihre im privaten Musikunterricht erlernten Stücke vorführten. Nach Theunes Schätzung gehörte fast die Hälfte der Schülerinnen und Schüler der Jungmannschule einem seiner Musikensembles an. Zwischen 1969 und 1979 wirkten diese an etwa 120 Schulkonzerten mit, die auch in Rendsburg und Ahrensburg aufgeführt wurden.
1979 beendete Theune seine ambitionierten musikalischen Aktivitäten an der Schule. In einem späteren Rückblick als Pensionär gab er an, dass "offensichtlich bei Schulleitung und Kollegium ganz allgemein das Interesse an solcher Arbeit mit Außenwirkung nicht besonders ausgeprägt" gewesen sei. 1992 ging er vorzeitig in den Ruhestand.
Mehr als zwei Jahrzehnte unterrichtete Theune zudem an der Musikschule Rendsburg und prägte dort in der Zeit das musikalische Leben.
Die Doppelidentität von Edwin Theune als Hans Alwin Beeck wurde erst nach seinem Tod vollständig bekannt. Der freie Journalist Eckhard Stengel beschrieb dieses künstlerische Doppelleben in einem Artikel mit dem Titel Das geheime Doppelleben des Edwin Theune im Jahrbuch der Heimatgemeinschaft Eckernförde 2024.

## Pseudonym
Der Name Hans Alwin Beeck war von Theune selbst gewählt. Während für den Vornamen "Hans" keine Erklärung vorliegt, ist "Alwin Beeck" vermutlich eine Anspielung auf seinen Wohnort Altwittenbek.
Theune hielt seine Tätigkeit als Komponist selbst vor seiner Familie geheim. Nach Aussage eines seiner Söhne erfuhr dieser erst durch seine Mutter davon, während Theune selbst seinen Kindern nichts davon erzählte. Nach außen stellte er Hans Alwin Beeck als einen guten Freund dar, für den er Konzerte veranstalte und Noten veröffentliche.
Die Täuschung ging so weit, dass Theune eine vollständige Biographie für Beeck erdachte und gegenüber anderen behauptete, dieser habe sich nach schlimmen Kriegserlebnissen aus der Welt zurückgezogen. Bei einem Konzert mit Werken von Beeck soll er gesagt haben, der Komponist sitze selbst im Saal, wolle aber nicht erkannt werden.
Einer Mitarbeiterin der Staatsbibliothek Berlin, an die Theune 2010 seinen Nachlass übergab, erklärte er vertraulich, dass er sein Pseudonym gewählt habe, weil er seinen Brotberuf von dem trennen wollte, was ihm im Leben eigentlich wichtig sei: das Komponieren.

## Werk und Stil
Unter dem Pseudonym Hans Alwin Beeck schuf Theune ein umfangreiches Werk von über 250 Kompositionen in verschiedenen Besetzungen vom Solo bis zum großen Orchester. Er veröffentlichte seine eigenen Kompositionen beim ViolaViva Musikverlag.
Zu seinen bedeutenden Werken gehören:
- „Dramatische Szenen“ (2002) für 4 Violen
- „Musik“ für 3 Violas
- „Drei Duette“ für 2 Violas
- „Vier Sätze für Viola solo“
- „Fantasie“ für Viola solo

Die Kompositionen unter dem Namen Beeck zeichnen sich durch eine besondere Zuwendung zur Viola aus, für die er zahlreiche Solo- und Ensemblewerke komponierte. Seine Werke sind stilistisch der gemäßigten Moderne zuzuordnen.
Theune selbst beschrieb seinen Kompositionsstil auf der Homepage der Berliner Staatsbibliothek: "Seine Musik will Gegenwartsmusik 'ohne Rücksicht' sein, sperrt sich zunächst einem näheren Verständnis. Ganz bewusst will Beeck sich durch einen großzügigen Umgang mit Dodekaphonie von allen 'Anbiederungen' beim Publikum fernhalten."  Seine Werke haben Ähnlichkeit mit der Zwölftonmusik (Dodekaphonie), bei der alle Töne gleichberechtigt sind und es keine bestimmenden Grundtöne wie in der klassischen Musik gibt.
Seine Kompositionen wurden in Fachkreisen anerkannt. Allerdings wurden seine Werke auch als technisch sehr anspruchsvoll beschrieben.
Nach eigenen Angaben begann Theunes kompositorisches Schaffen 1970 während eines Kuraufenthaltes mit einem "Dammbruch", als er innerhalb weniger Tage sein erstes eigenes Stück schrieb. In seinen Werken setzte er sich häufig mit sozialkritischen und pazifistischen Motiven auseinander. Viele seiner Klavierstücke basieren auf Texten von Erich Fried.

## Nachlass
Im Februar 2010 erwarb die Musikabteilung der Staatsbibliothek zu Berlin den Nachlass von Hans Alwin Beeck, der über 200 Autographe sowie Konzertkritiken und CD-Aufnahmen enthält. Die Staatsbibliothek beschreibt in ihrer Bestandsübersicht Beeck als „norddeutschen Komponisten“, dessen Kompositionen hauptsächlich Kammermusik und Musik für Streichinstrumente in unterschiedlichsten Kombinationen umfassen.

## Privatleben
Edwin Theune stand der anthroposophischen "Christengemeinschaft" nahe oder war möglicherweise sogar Mitglied dieser religiösen Gemeinschaft.
Gemeinsam mit seiner Ehefrau Irmingard, der Tochter des Malers Ernst von Domarus (1900–1977), betreute Theune den künstlerischen Nachlass seines Schwiegervaters. Die über 800 Gemälde umfassende Sammlung übergab das Ehepaar 2009 der Sparkassenstiftung Schleswig-Holstein.